# Saison NBA 1961-1962
Navigation
Saison 1960-1961 Saison 1962-1963
La saison NBA 1961-1962 est la 13e saison de la NBA (la 16e en comptant les trois saisons de BAA). Elle se termine sur la victoire des Celtics de Boston face aux Lakers de Los Angeles 4 victoires à 3 lors des Finales NBA. C'est le 4e titre consécutif des Celtics.

## Faits notables
- Le All-Star Game 1962 s'est déroulé à Saint Louis, Missouri, où les All-Star de l'Ouest ont battu les All-Star de l'Est 150-130. Bob Pettit a été élu Most Valuable Player.
- Les Chicago Packers intègrent la ligue, devenant la 9e équipe de la NBA.
- Le calendrier s'étend pour la troisième année consécutive, passant de 79 à 80 matches par équipe et par saison.
- Lors d'un match à Hershey, en Pennsylvanie, Wilt Chamberlain (Warriors de Philadelphie) inscrit 100 points dont 59 en deuxième mi-temps, lors d'une victoire face aux Knicks de New York 169-147. Cette performance constitue l'une des plus grandes performances individuelles dans l'histoire du sport et cela demeure la meilleure performance offensive de l'histoire de la NBA; ce jour-là il établit pas moins de neuf records NBA dont huit tiennent toujours (seul le record de 31 points inscrits en un quart-temps a depuis été battu). Chamberlain réalisera d'ailleurs une moyenne de 50,4 points lors de cette saison-là, ce qui constitue un autre record toujours en vigueur, il devient également le premier joueur à dépasser la barre des 3000 points en une saison avec 4029 points inscrits (seul Michael Jordan y parviendra ensuite).
- Cette saison-là Wilt Chamberlain égale le record du nombre de titres de meilleur rebondeur NBA consécutifs et au total en égalant Bill Russell avec trois titres.
- Cette saison sera la première dans l'histoire et la seule avant Russell Westbrook en 2016-2017, pendant laquelle un joueur a réalisé un triple-double de moyenne, performance effectuée par Oscar Robertson : 30,8 points, 12,5 rebonds et 11,4 passes décisives.

## Classement final
| Champion de division | Qualifié pour les playoffs | Éliminé des playoffs |

| Division Est             | V  | D  | PCT  | GB |
| ------------------------ | -- | -- | ---- | -- |
| Celtics de Boston C      | 60 | 20 | 75.0 | -  |
| Warriors de Philadelphie | 49 | 31 | 61.3 | 11 |
| Nationals de Syracuse    | 41 | 39 | 51.3 | 19 |
| Knicks de New York       | 29 | 51 | 36.3 | 31 |

| Division Ouest        | V  | D  | PCT  | GB |
| --------------------- | -- | -- | ---- | -- |
| Lakers de Los Angeles | 54 | 26 | 67.5 | -  |
| Royals de Cincinnati  | 43 | 37 | 53.8 | 11 |
| Pistons de Détroit    | 37 | 43 | 46.3 | 17 |
| Hawks de Saint-Louis  | 29 | 51 | 36.3 | 25 |
| Packers de Chicago    | 18 | 62 | 22.5 | 36 |

C - Champions NBA

## Play-offs
|  | Demi-finales de Division | Demi-finales de Division | Demi-finales de Division |                          |   | Finales de Division | Finales de Division | Finales de Division |  |  | Finales NBA | Finales NBA       | Finales NBA |
|  |                          |                          |                          |                          |   |                     |                     |                     |  |  |             |                   |             |
|  |                          |                          |                          |                          |   |                     |                     |                     |  |  |             |                   |             |
|  |                          | 1                        | Celtics de Boston        | 4                        |   |                     |                     |                     |  |  |             |                   |             |
|  | Division Est             | 1                        | Celtics de Boston        | 4                        |   |                     |                     |                     |  |  |             |                   |             |
|  |                          |                          | 3                        | Warriors de Philadelphie | 3 |                     |                     |                     |  |  |             |                   |             |
|  | 3                        | Nationals de Syracuse    | 3                        | Warriors de Philadelphie | 3 | 2                   |                     |                     |  |  |             |                   |             |
|  | 3                        | Nationals de Syracuse    |                          |                          |   | 2                   |                     |                     |  |  |             |                   |             |
|  | 2                        | Warriors de Philadelphie | 3                        |                          |   |                     |                     |                     |  |  |             |                   |             |
|  |                          |                          |                          |                          |   |                     |                     |                     |  |  | E1          | Celtics de Boston | 4           |
|  |                          |                          | O1                       | Lakers de Los Angeles    | 3 |                     |                     |                     |  |  |             |                   |             |
|  |                          |                          |                          |                          |   |                     |                     |                     |  |  |             |                   |             |
|  |                          |                          |                          |                          |   |                     |                     |                     |  |  |             |                   |             |
|  |                          | 1                        | Lakers de Los Angeles    | 4                        |   |                     |                     |                     |  |  |             |                   |             |
|  | Division Ouest           | 1                        | Lakers de Los Angeles    | 4                        |   |                     |                     |                     |  |  |             |                   |             |
|  |                          |                          | 2                        | Pistons de Détroit       | 2 |                     |                     |                     |  |  |             |                   |             |
|  | 3                        | Pistons de Détroit       | 2                        | Pistons de Détroit       | 2 | 3                   |                     |                     |  |  |             |                   |             |
|  | 3                        | Pistons de Détroit       |                          |                          |   | 3                   |                     |                     |  |  |             |                   |             |
|  | 2                        | Royals de Cincinnati     | 1                        |                          |   |                     |                     |                     |  |  |             |                   |             |

## Leaders de la saison régulière
| Catégorie            | Joueur           | Équipe                   | Statistique |
| -------------------- | ---------------- | ------------------------ | ----------- |
| Points par match     | Wilt Chamberlain | Warriors de Philadelphie | 50.4        |
| Rebonds par match    | Wilt Chamberlain | Warriors de Philadelphie | 25.6        |
| Assists par match    | Oscar Robertson  | Royals de Cincinnati     | 11.4        |
| % à 2 points         | Walt Bellamy     | Chicago Packers          | 51.9        |
| % aux lancers francs | Dolph Schayes    | Syracuse Nationals       | 89.9        |

## Récompenses individuelles
- NBA Most Valuable Player : Bill Russell, Celtics de Boston
- NBA Rookie of the Year : Walt Bellamy, Chicago Packers

- All-NBA First Team :
  - Bob Pettit, St. Louis Hawks
  - Elgin Baylor, Lakers de Los Angeles
  - Oscar Robertson, Royals de Cincinnati
  - Jerry West, Lakers de Los Angeles
  - Wilt Chamberlain, San Francisco Warriors

- All-NBA Second Team: 
  - Tom Heinsohn, Celtics de Boston
  - Jack Twyman, Royals de Cincinnati
  - Bill Russell, Celtics de Boston
  - Larry Costello, Syracuse Nationals
  - Gene Shue, Pistons de Détroit